# Дереговка
Дереговка (укр. Дерегівка) — село, входившее до 2020 года в
Просянский сельский совет,
Нововодолажский район,
Харьковская область, Украина.
Код КОАТУУ — 6324284002. Население по переписи 2001 года составляло 354 (156/198 м/ж) человека.

## Географическое положение
Село Дереговка находится на расстоянии в 3 км от реки Ольховатка (левый берег).
На расстоянии в 2 км расположены сёла:
Лихово,
Станичное,
Белоусовка,
Красная (Червоная) Поляна.
Рядом проходит автомобильная дорога М-18 (E 105).
В 4-х км находится железнодорожная станция Караван.

## История
- ? — дата основания.
- При СССР в селе был создан и работал колхоз «Серп и молот», в котором были тракторная бригада (в Дереговке), стрижигородская бригада, четыре номерные бригады (вторая — в Лихово, четвёртая — в Новосёловке), склад, весовая.[1]

## Экономика
- Сельскохозяйственное ООО «Ягодное».
- «Нива», сельскохозяйственное ООО.

## Объекты социальной сферы
- Фельдшерско-акушерский пункт.

## Достопримечательности
- Братская могила советских воинов РККА и памятный знак воинам-односельчанам. Похоронены 13 павших воинов.
- Братская могила советских воинов. Похоронены 7 воинов.
- Братская могила жертв фашизма. Похоронены 29 казнённых жителей.